# Сказки братьев Гримм (аниме)
Grimm's Fairy Tale Classics (яп. グリム名作劇場 Гуриму Мэйсаку Гэкидзю, Классические сказки братьев Гримм) — японский аниме-сериал, выпущенный студией Nippon Animation. Первая часть Grimm Masterpiece Theatre (яп. グリム名作劇場 Гириму Мэйсаку Гэкидзё) транслировалась с 21 октября 1987 года по 30 марта 1988 года. Всего было выпущено 24 серии. Второй сезон New Grimm Masterpiece Theatre (яп. 新グリム名作劇場 Син Гуриму Мэйсаку Гэкидзё) транслировался с 2 октября 1988 года по 26 марта 1989 года, здесь всего было выпущено 23 серии. В японском оригинале в двух сезонах используется музыкальная заставка: «Rainbow Bridge» (яп. 虹の橋 Нидзи но Хаси) и концовка «My Town's Merry-Go-Round» (яп. 私の町はメリー・ゴランド Ватаси но Мати ва Мэри: Горандо), обе исполняет Усё Хасимото. В 2004 году при поддержке Fox Kids и Maximum Entertainment была выпущена DVD-версия нескольких серий аниме. Сериал транслировался также на территории США, Франции, Испании, Италии, Польши и Филиппин. Также первые 15 серий из первого сезона и 5 из второго, были дублированы на русский язык и выпущены в конце 90-х на VHS-кассетах.

## Сюжет
Каждая серия посвящена отдельной сказке Братьев Гримм, а также другим народным западным сказкам. Среди них присутствуют такие известные сказки, как Король-лягушонок, Гензель и Гретель, Красная Шапочка, Золотой гусь, Кот в сапогах, Белоснежка, Беляночка и Розочка, Синяя борода, Спящая красавица, Золушка, Красавица и чудовище, Рапунцель и многие другие...

## Роли озвучивали
- Сюити Исии
- Тэцуя Исикава
- Хирокадзу Исино
- Ясудзи Мори
- Сусуму Сирамуэ
- Сюити Сэки
- Нобору Такано
- Кадзуо Такэмацу

## Интересный факт
- Косу, похожую на ту, что была показана в эпизоде "Крестник Смерти" можно увидеть в мультсериале Флинт детектив во времени. Её использовал Мерлок в форме монстра.